# Тарасково (усадьба)
Тарасково — усадьба, расположенная в деревне Тарасково городского округа Каширы Московской области на берегу широкой Оки в нескольких километрах к югу от Ступино.

## История
Имение Тарасково впервые упоминается в 1760 году, когда им владела помещица А. А. Хрущёва. С 1770-х годов хозяином усадьбы являлся надворный советник Н. Д. Колтовский.
В первой половине XIX века усадьба перешла к дворянам Боборыкиным. С 1830 года усадьба принадлежала подполковнице Марии Дмитриевне Бобарыкиной, с 1874 по 1888 год — губернскому секретарю Владимиру Михайловичу Бобарыкину.
В 1834 году они продали имение вместе с деревнями Малеево, Лёдово, Борисово и другими действительному статскому советнику Владимиру Петровичу Глебову и его супруге Софье Николаевне Глебовой (урождённая Трубецкая).
В конце XVIII — начале XIX веков усадебный комплекс подвергся полному обновлению. Глебовыми был выстроен двухэтажный дом в стиле раннего модерна с элементами архитектуры средневековья, кухонный флигель, заменены хозяйственные постройки. От прежнего ансамбля осталась лишь Казанская церковь, построенная в 1780 году при Колтовском.

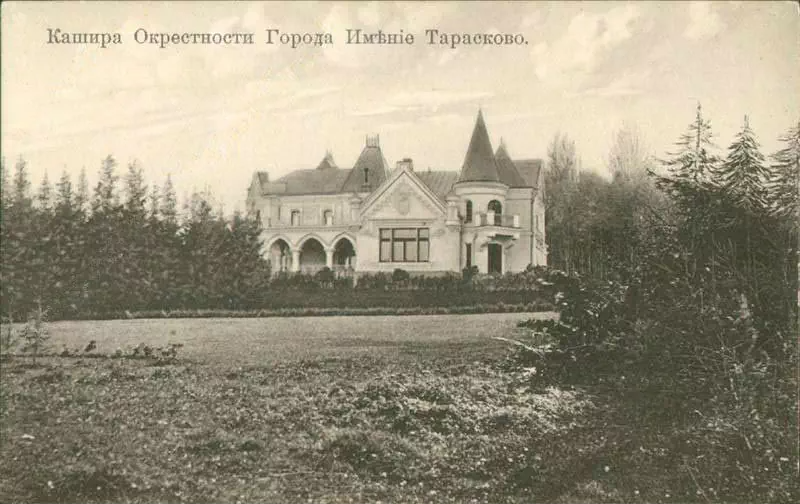
Дореволюционное фото усадебного дома

Сами Глебовы были тесно связаны с Львом Николаевичем Толстым — в 1901 году они выдали свою старшую дочь Александру за младшего сына писателя Михаила. Молодая семья часто гостила в Ясной Поляне. Сам Лев Толстой не приезжал в Тарасково, однако он посещал московский дом Софьи Николаевны и вёл переписку с ней и её дочерью.
После иммиграции семьи Владимира Петровича в России остались сын Пётр — будущий известный актёр — и дочь Софья. Пётр Владимирович женился на Марии Александровне Михалковой.
После Октябрьской революции в 1918 году усадьбу национализировали, а на базе имения организовали колхоз «Тарасково». После революции семья переехала в имение Михалковых Назарьево, где их «попросили» пересилиться во флигель, так как в господском доме была устроена колония, где учились сыновья Глебовых. В колонии мальчиков часто дразнили барчуками, происходили драки. На вопрос, почему их так называют, мать отвечала, что они такие же советские ребята, как и остальные.

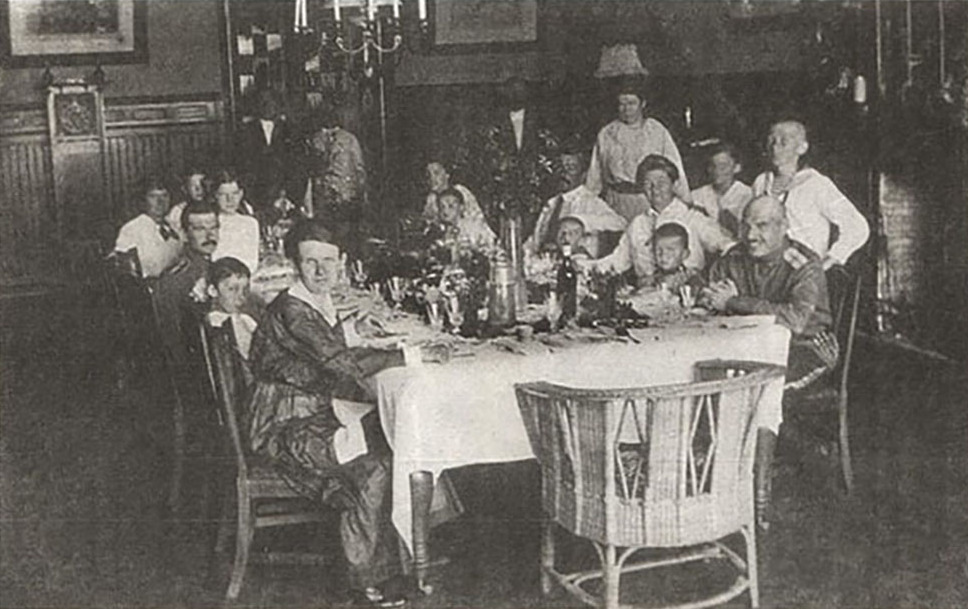
Семья Глебовых-Толстых в зале дома в Тараскове

Увлечением мальчиков Глебовых была постановка спектаклей. Одну из репетиций видел Константин Сергеевич Станиславский, проживавший на даче в Назарьево. Ему очень понравилась игра младшего из братьев Петра, и вскоре он с ними познакомился.
Однажды Пётр Глебов получил письмо, в котором говорилось: «Дорогой актёр Глебов! Мы, пионеры, хотим воссоздать дом, в котором вы жили. Пришлите нам что-нибудь из старой мебели или того, что у вас осталось». Его родным пришлось уговаривать его посмотреть на дом, о котором прежде они ничего не знали. Приехав в Тарасково, дом был обнаружен полуразрушенным.
В советский период все усадебные здания были перестроены и приспособлены под разные функции. В главном доме в 1918 году был открыт госпиталь, а с 1920 по 1990-е годы в нём размещалось общежитие и сельский клуб. Кухонный флигель был утрачен в 1980-е годы.

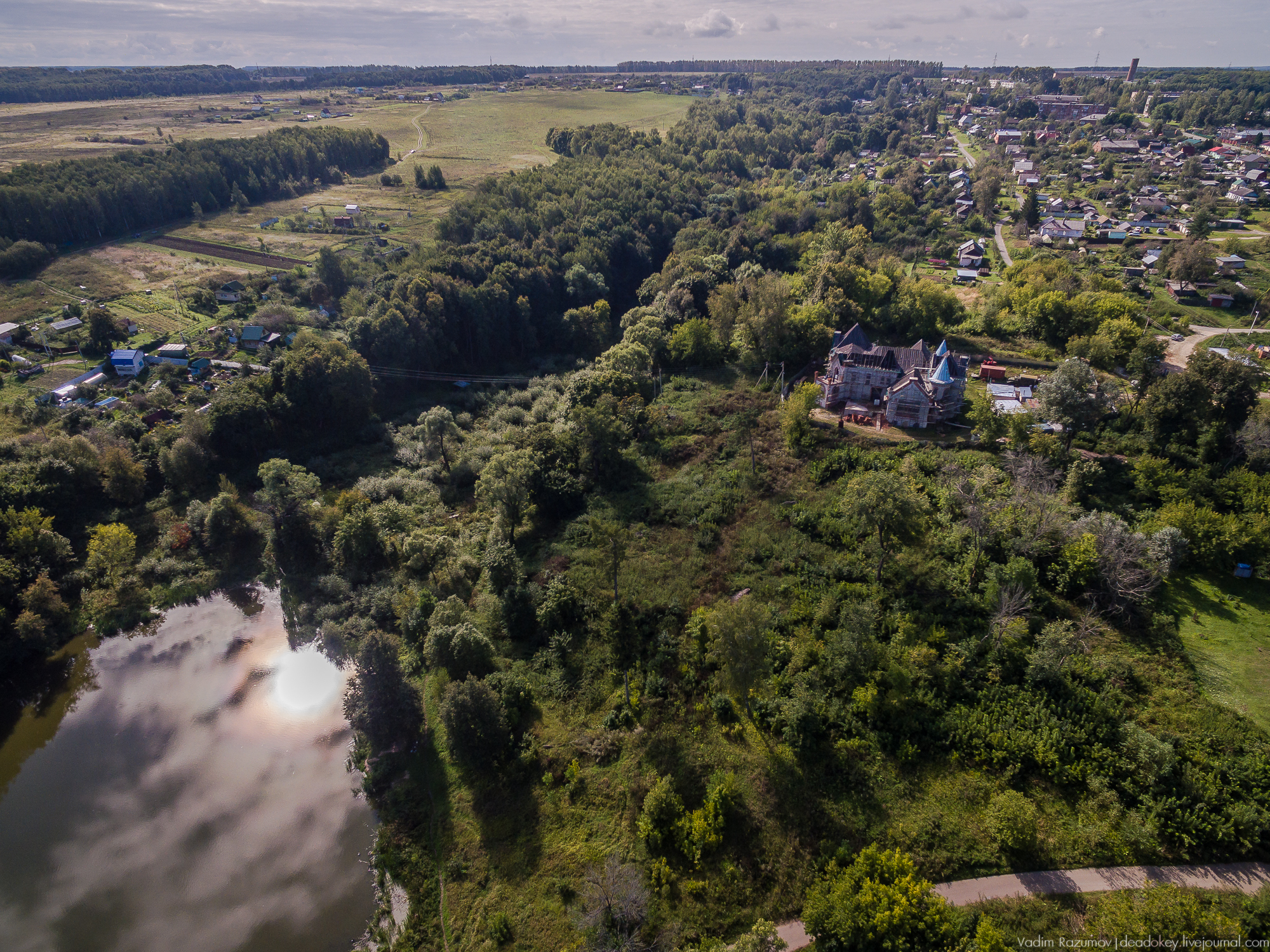
Вид на усадьбу сверху

В 1973 году усадьба была поставлена на государственную охрану в качестве памятника архитектуры. В состав имения были включены все существовавшие на последний строительный период постройки.
В 1980 году усадьбу обследовал историк-писатель, автор книги «На берегах Оки» Феликс Вельевич Разумовский и сделал её фотографии.
Известно, что в начале 1990-х годов главный дом сильно пострадал в результате пожара, и с тех пор здание пребывает в заброшенном аварийном состоянии. В результате к концу XX века в Тарасково остались лишь руины, заросшие кустарником и покрытые мхом.
В 2014 году в рамках программы «Рубль за метр» проходила оценка заявок на участие в аукционе на право заключения договора аренды усадьбы. Единственным участником-победителем тендера стала казанская компания ASG. Она заполучила в аренду имение на 49 лет «почти бесплатно», в том числе основной дом площадью 525,5 м² и прилегающий участок площадью 1,2 гектара. 1 июля 2016 года министерство имущественных отношений Московской области объявило, что были завершены общие ремонто-реставрационные работы, в том числе противоаварийные, и что реставраторам осталось сделать только внутренную отделку. Главный эксперт некоммерческого партнёрства «Единая система возрождения русской усадьбы», сопровождающего восстановление усадеб группой компаний ASG, Глафира Гаврилова тогда рассказала:
На сегодняшний день укреплены стены, восстановлена крыша, устроены перекрытия, отреставрированы фасадные тяги. Окончательное покрытие крыши будет выполнено из уникального материала – металлического сплава с цинком, в ближайшее время, надеемся, этим займёмся. Основной контур дома закрыт и восстановлен. Из оставшихся – внутренние отделочные работы. То есть все работы для безопасной эксплуатации здания на сегодняшний день выполнены. Остались только отделочные работы – но это очень большой объём.
С 2014 года работы продолжались, но с каждым годом замедлялись, а позднее и вовсе прекратились.

## Описание

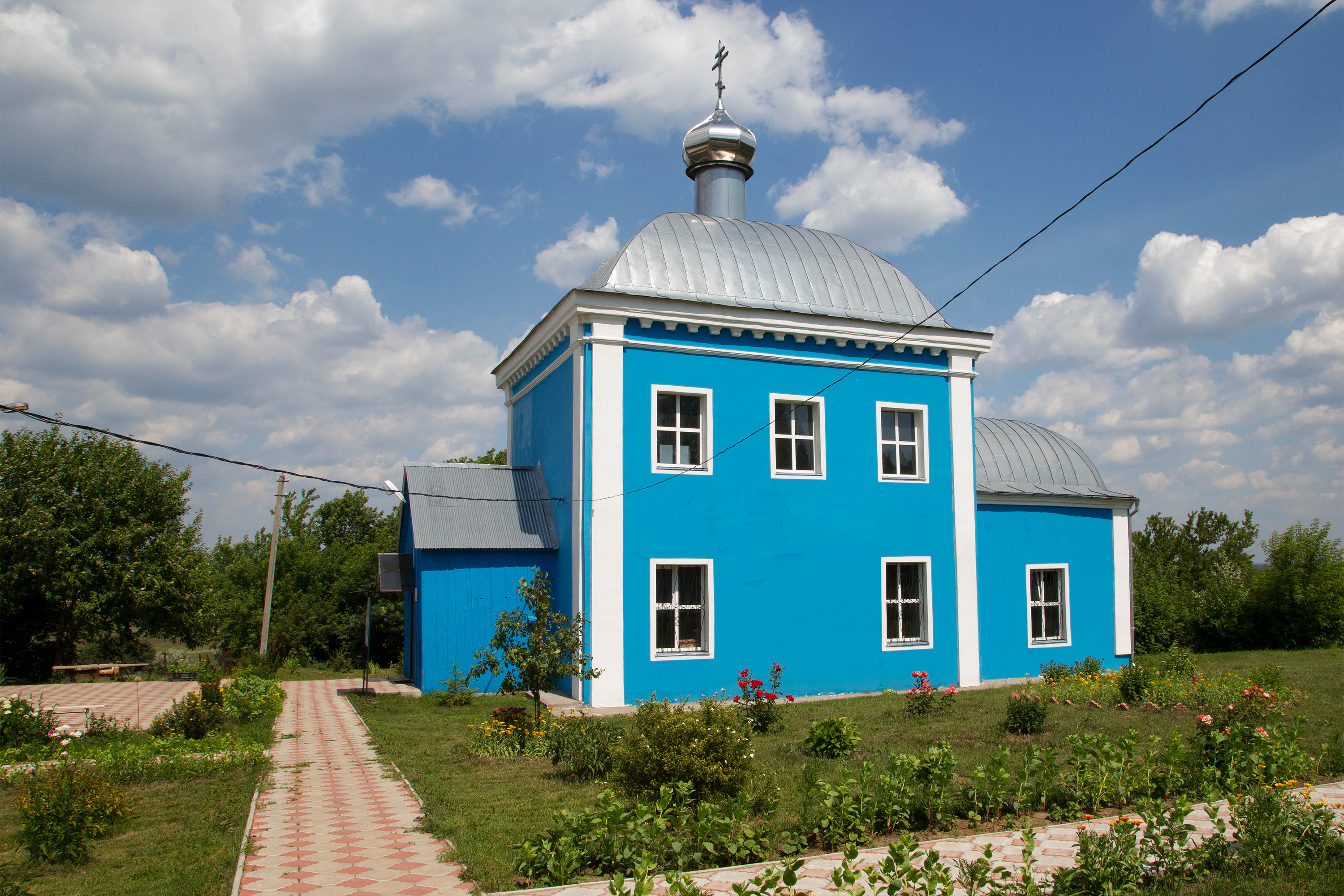
Церковь Казанской иконы Божией Матери

#### Церковь
Грунтовая, местами ухабистая дорога проложена прямо к храму. В советское время храм лишился и трапезной, и колокольни. Очень сильно пострадал двусветный четверик, строго оформленный снаружи — с широкой полосой антаблемента и узкими пилястрами на гранях куба. Над кровлей криволинейного каркаса воздвигнут небольшой ранее гранёный купол на барабане. Сегодня эта церковь является единственным напоминанием о классическом прошлом усадьбы, которая приобрела черты модерна при роде Глебовых.
От храма к особняку по склону холма поднимается каменистая тропа. Вероятно, в старину он был вымощен булыжником, а вешние воды и дожди частично размыли наносной грунт, обнажив крупные круглые камни.
Пережив Октябрьскую революцию, храм Казанской иконы Божией Матери был закрыт в советские годы гонения на церковь — внутреннее убранство разграблено, колокольня разрушена до основания, и много десятилетий церковь находилась в заброшенном состоянии, разрушаясь. После распада СССР, 25 октября 1991 года, была образована новая община верующих, и началось восстановление храма. К концу 2000-х годов здание церкви было отремонтировано, но в упрощённом архитектурном виде, в частности, у храма отсутствуют колокольня и трапезная.

#### Главный дом
Главный усадебный дом — редкий образец раннего модерна с элементами средневековой архитектуры. Вокруг дома тесно раскинулись деревья.
На первом этаже дома находились парадные помещения — вестибюль, залы, гостиная, библиотека, кабинет. На втором этаже расположены жилые комнаты. Назначение помещений цокольного этажа не определено. Здание имело четыре входных узла, различных по конструкции и назначению. Главный вход с тамбуром и полукруглым вестибюлем был расположен в юго-западной части дома и выходит на дорогу со стороны села Тарасково. Второй вход в главный дом с круглым входом — парковый, расположен в северо-западной башне здания. Третий вход выходил на веранду, расположенную в северной части здания. Служебный вход, через который осуществлялась связь с кухонным флигелем, располагался в южной части дома. Учитывая понижение рельефа в реку Ока, под северной частью дома был устроен подвал.
Историк Феликс Вельевич Разумовский в 1980 году описывал имение следующим образом:
Все фасады дома различны. Обогащённые ризалитами и башнями, они то затягиваются внутрь, образуя уступы, то, наоборот выдаются вперед. Расчленённость объёма, сочетающаяся с варьированием этажности его частей и формы кровель, достигает своего апогея на фасаде, обращенном к Оке. Через его крыльца, террасы, балконы и эркер архитектурная масса стремительно распространяется во внешнее пространство, приобретая почти скульптурные качества. В многообразной декоративной обработке фасадов причудливо смешаны мотивы собственно модерна с «готическими» мотивами. К последним относится стрельчатая форма некоторых оконных проемов и арок террасы, пинакли и ширинчатые пояса...
Ещё в те время, когда Разумовский написал эти строки, возвышались конусообразные шатры и теремные кровли с узорчатыми гребнями. В то время существовали отдельные элементы интерьера: наборные паркет паркеты «в ёлочку», стены, обшитые деревянными панелями, камин в одной из комнат. В результате ремонта были утрачены многочисленные и разнообразные декоративные элементы фасада, как и остатки внутреннего убранства дома — камин, наборные паркеты «в елочку», деревянные панели на стенах и прочие. По состоянию на 2004 год всего этого уже не было.
Усадьбу окружает ландшафтный парк, который включает в себя некоторые древесные насаждения его регулярного предшественника. Его украшают отдельные экземпляры тополя серебристого и лиственницы сибирской, которые густо засажены рощицами ясеня. На восточной окраине парка в глубоких ложах оврагов устроен ряд ныне высохших, но сохранивших обрамление из плакучей ивы прудов. За домом устроен небольшой садик, засаженный кустарниками с окружающими насаждениями ясеня, а параллельно ему проходит старинная улица, являющаяся частью прежнего ландшафтного дизайна.
Последние десятилетия принесли усадьбе одни разрушения: исчезли хозяйственные постройки, снесён кухонный флигель, главный дом был испорчен вандализмом, а усадебный парк, признанный редким по видовому составу памятником садово-паркового искусства, разрушен, превращающийся в дикий и бесконтрольно зарастающий массив. Вся территория огорожена строительным забором.

#### Главный усадебный дом

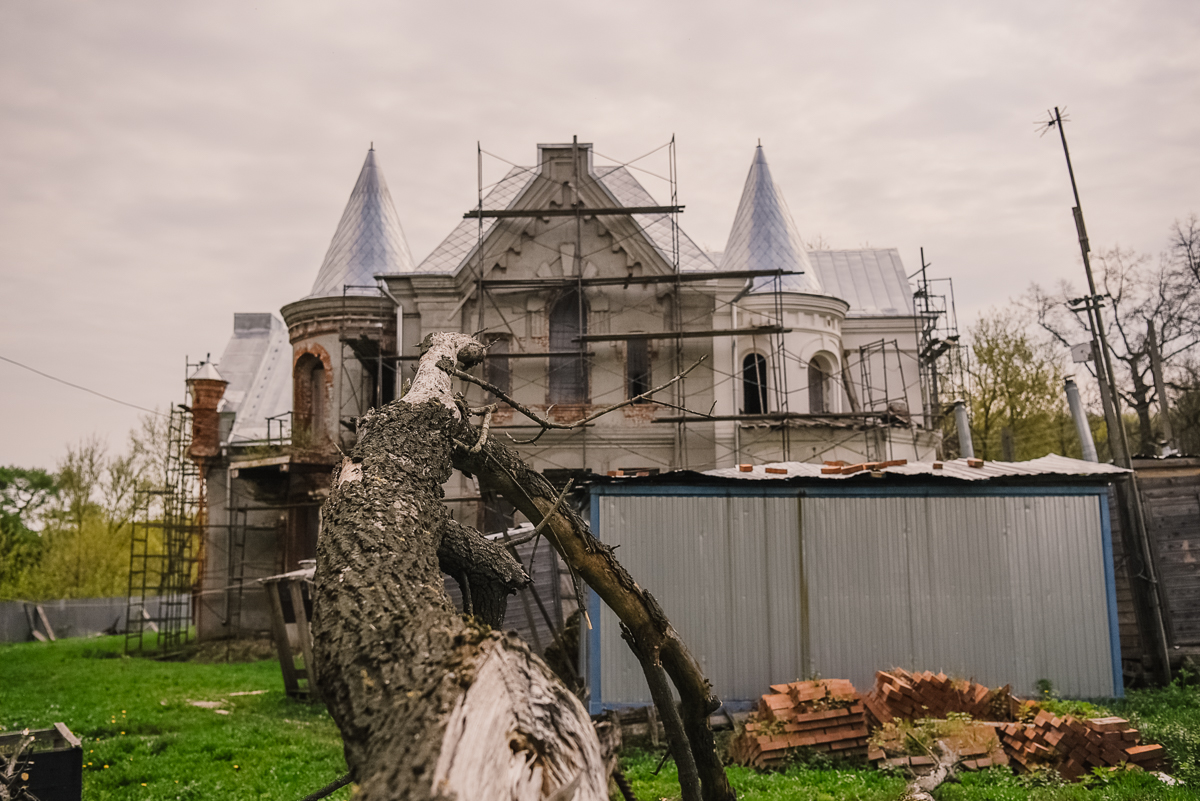
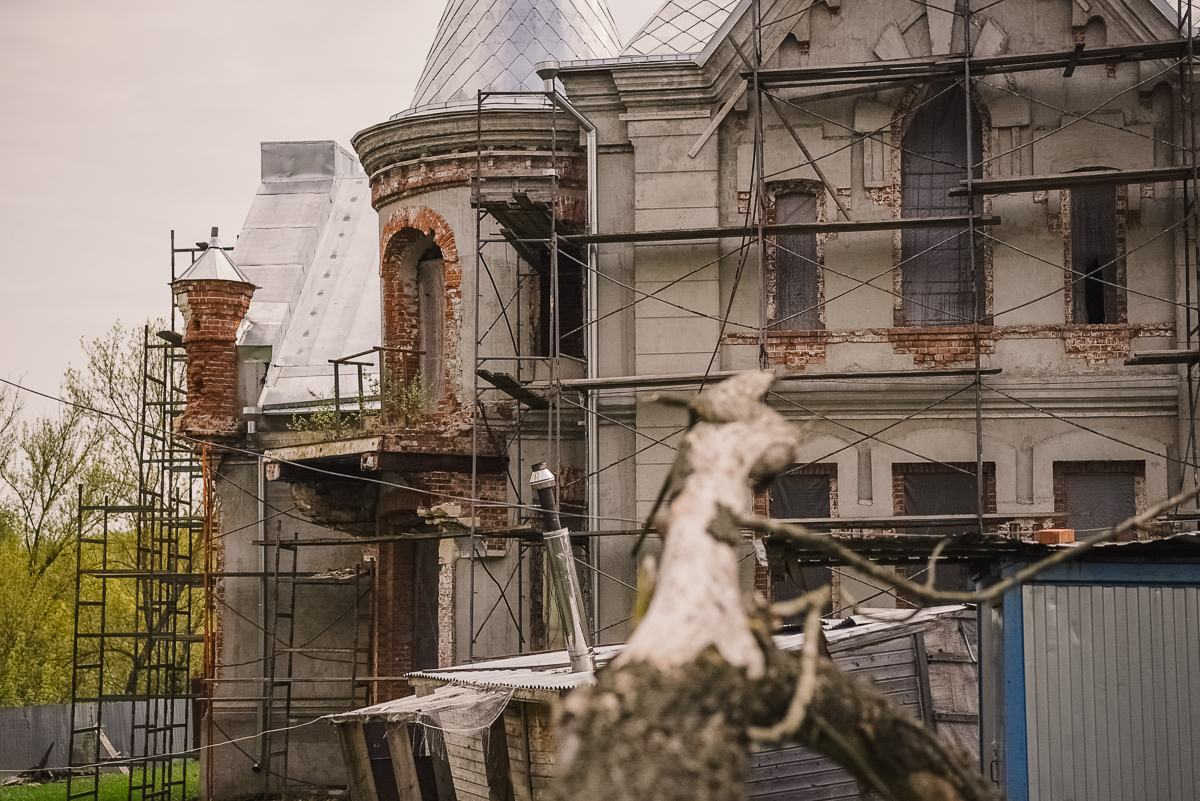
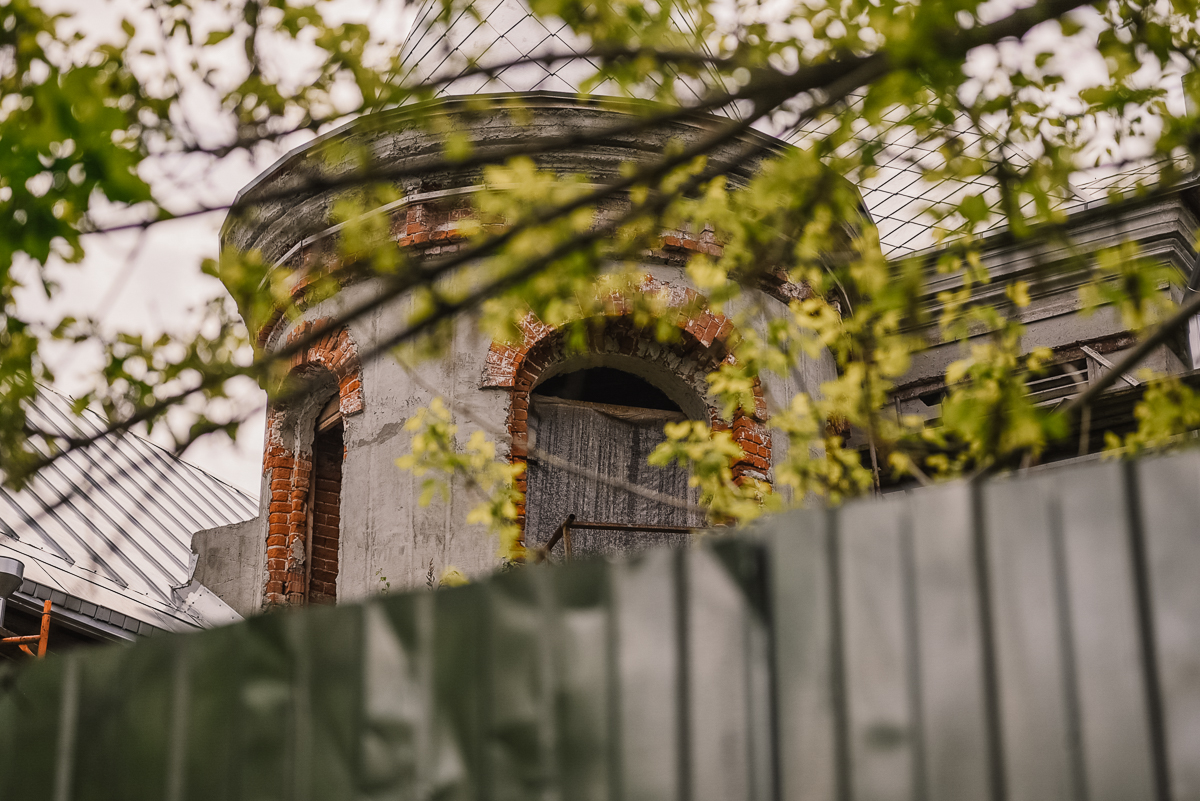
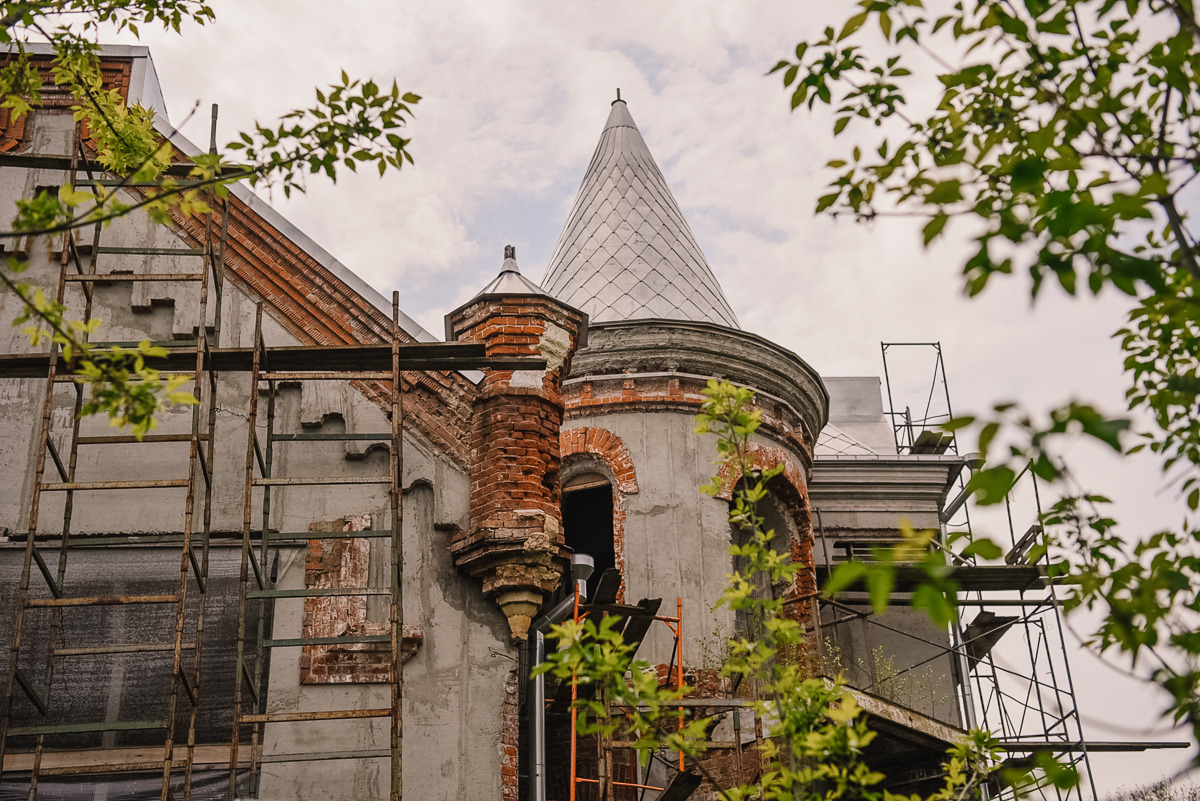
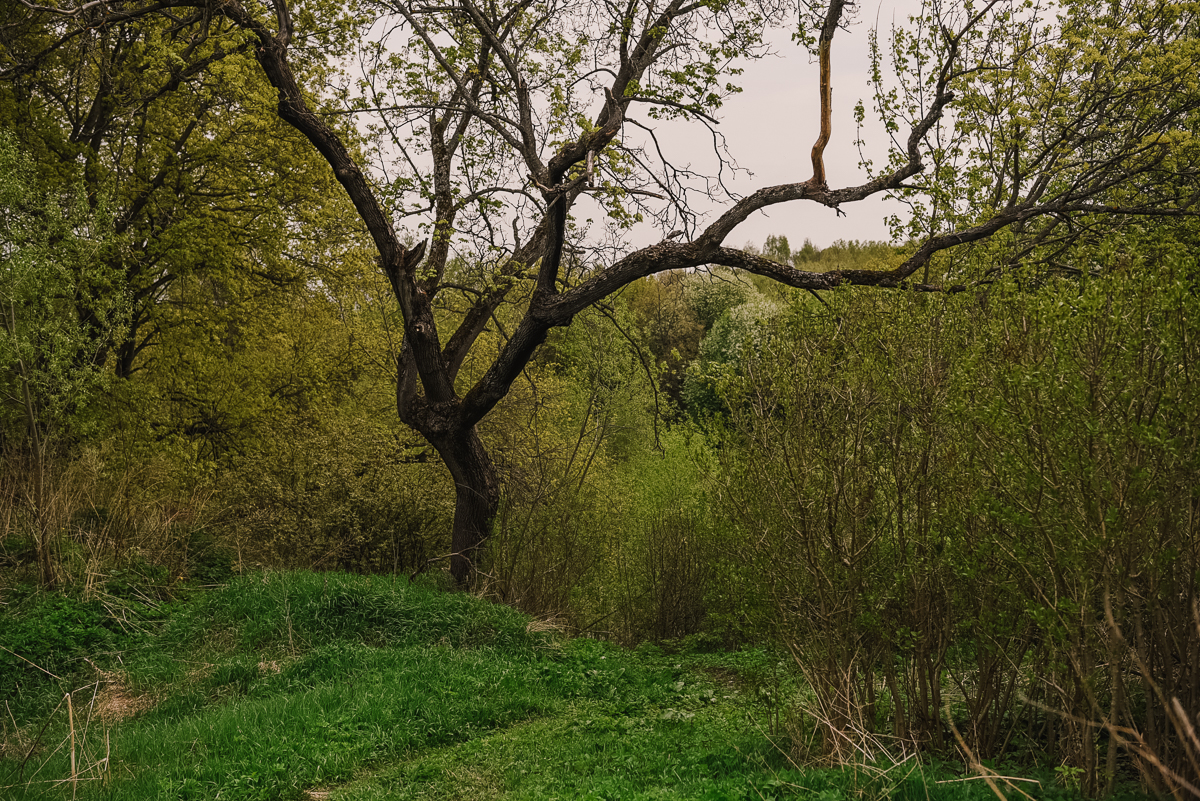
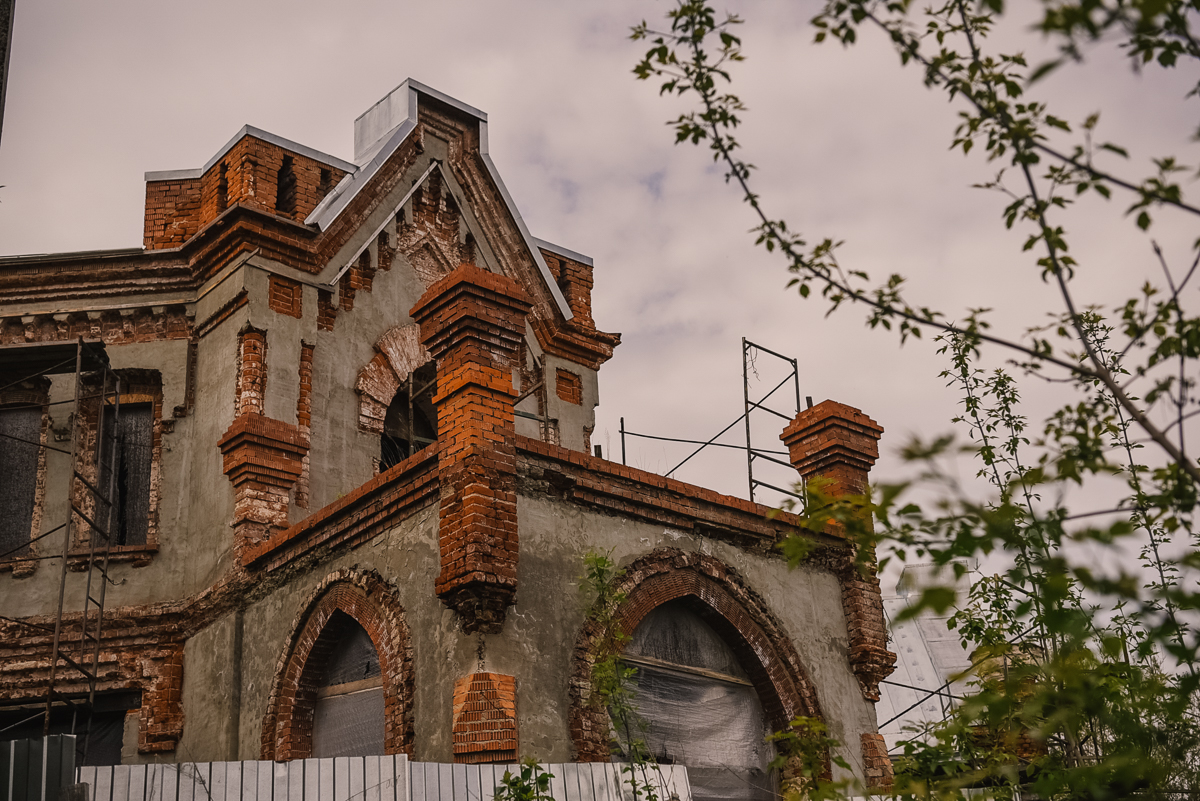
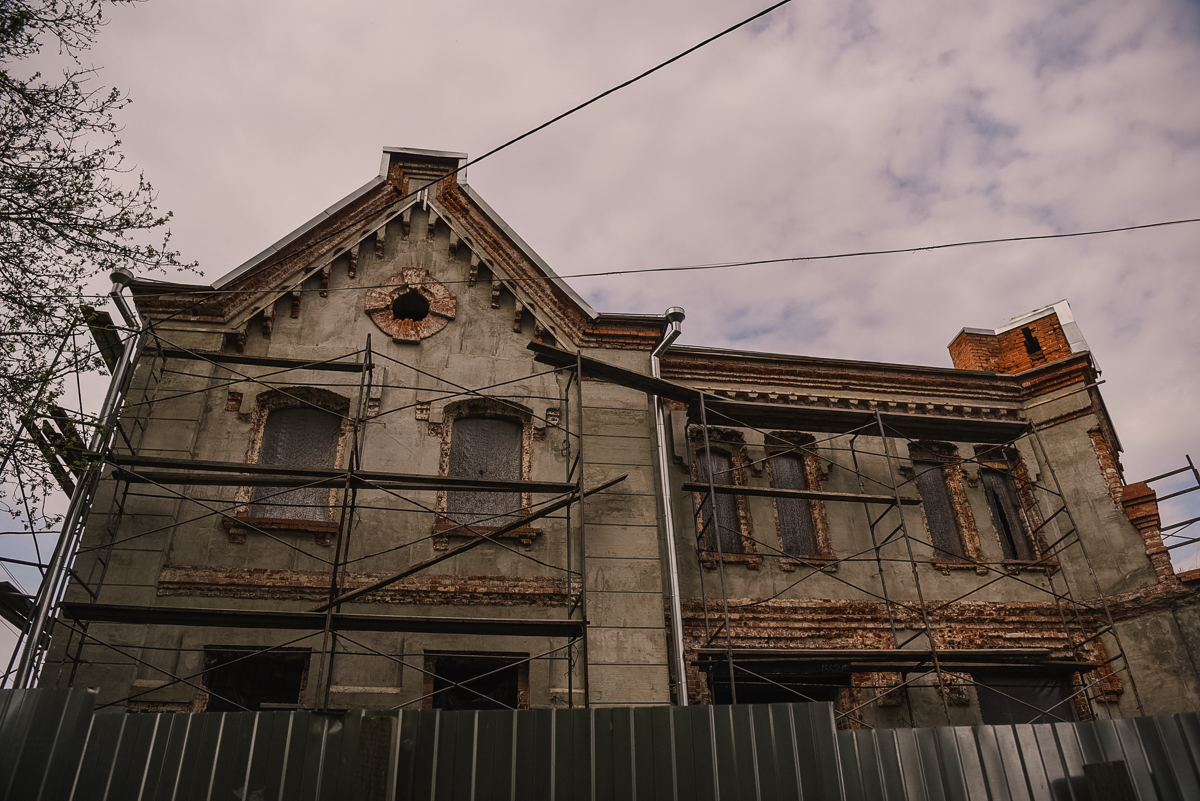
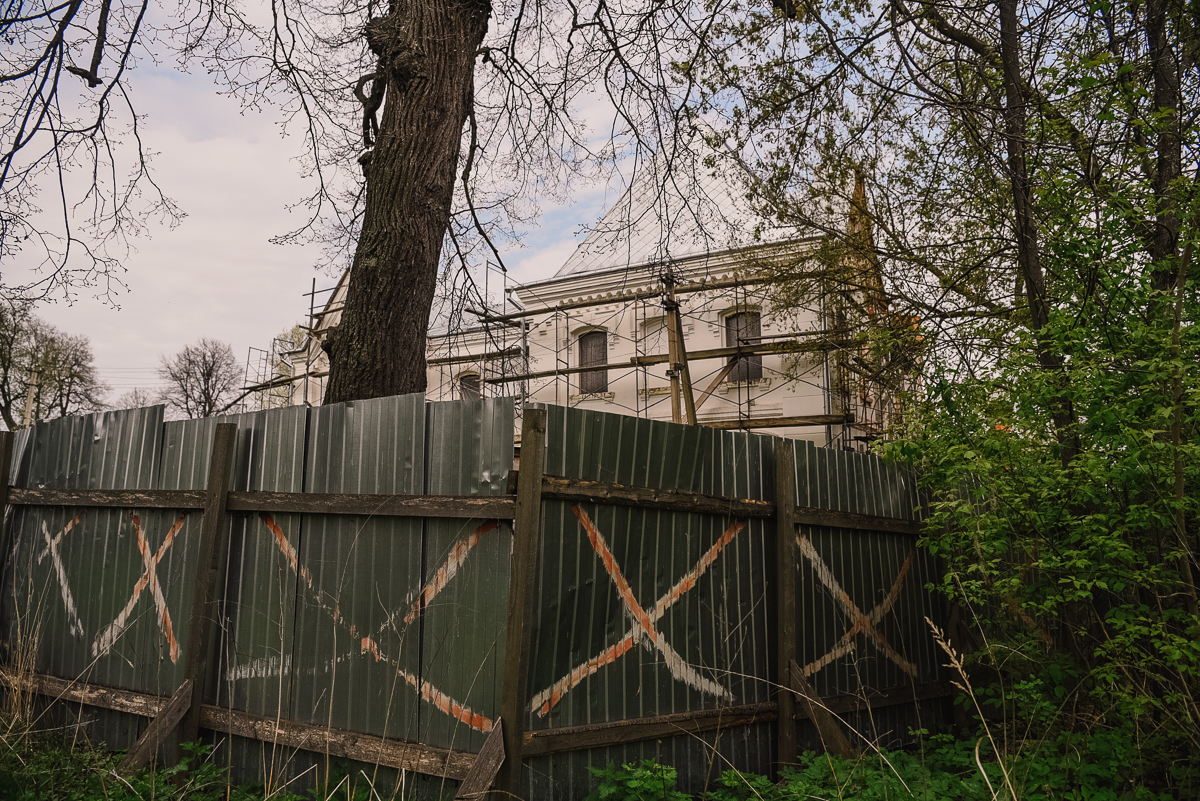
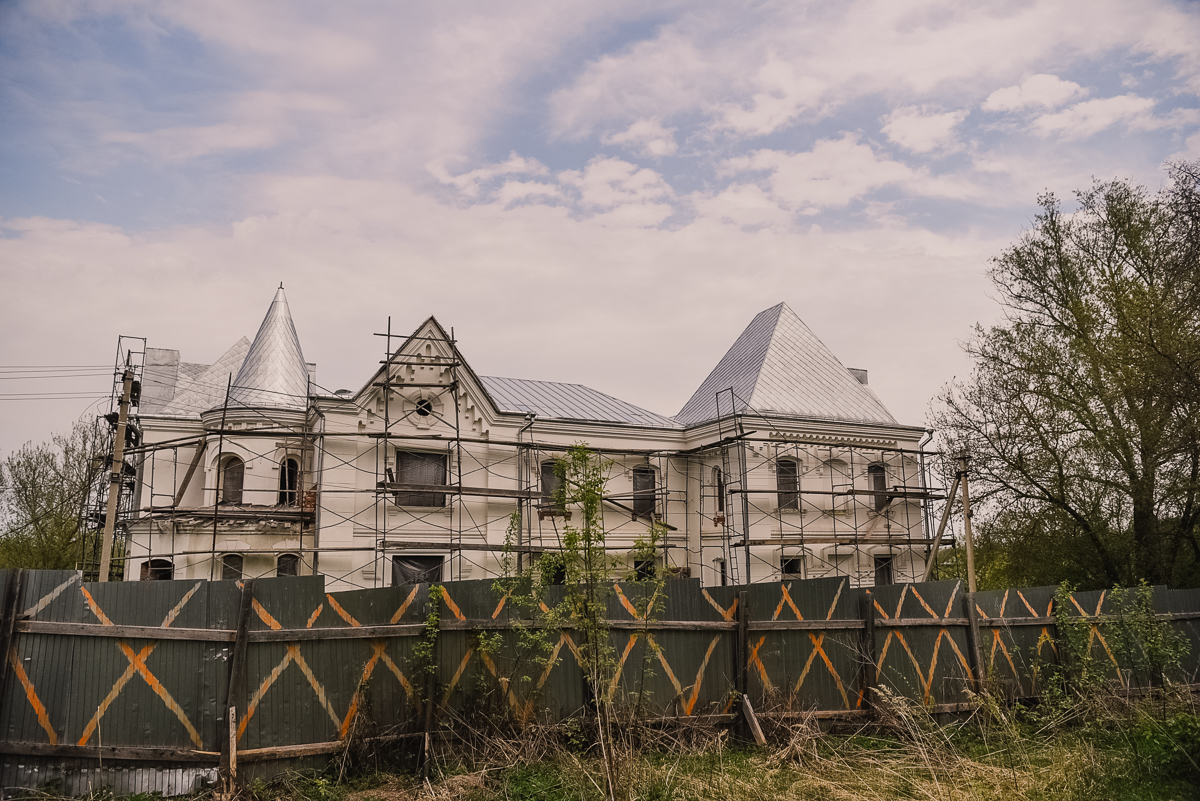
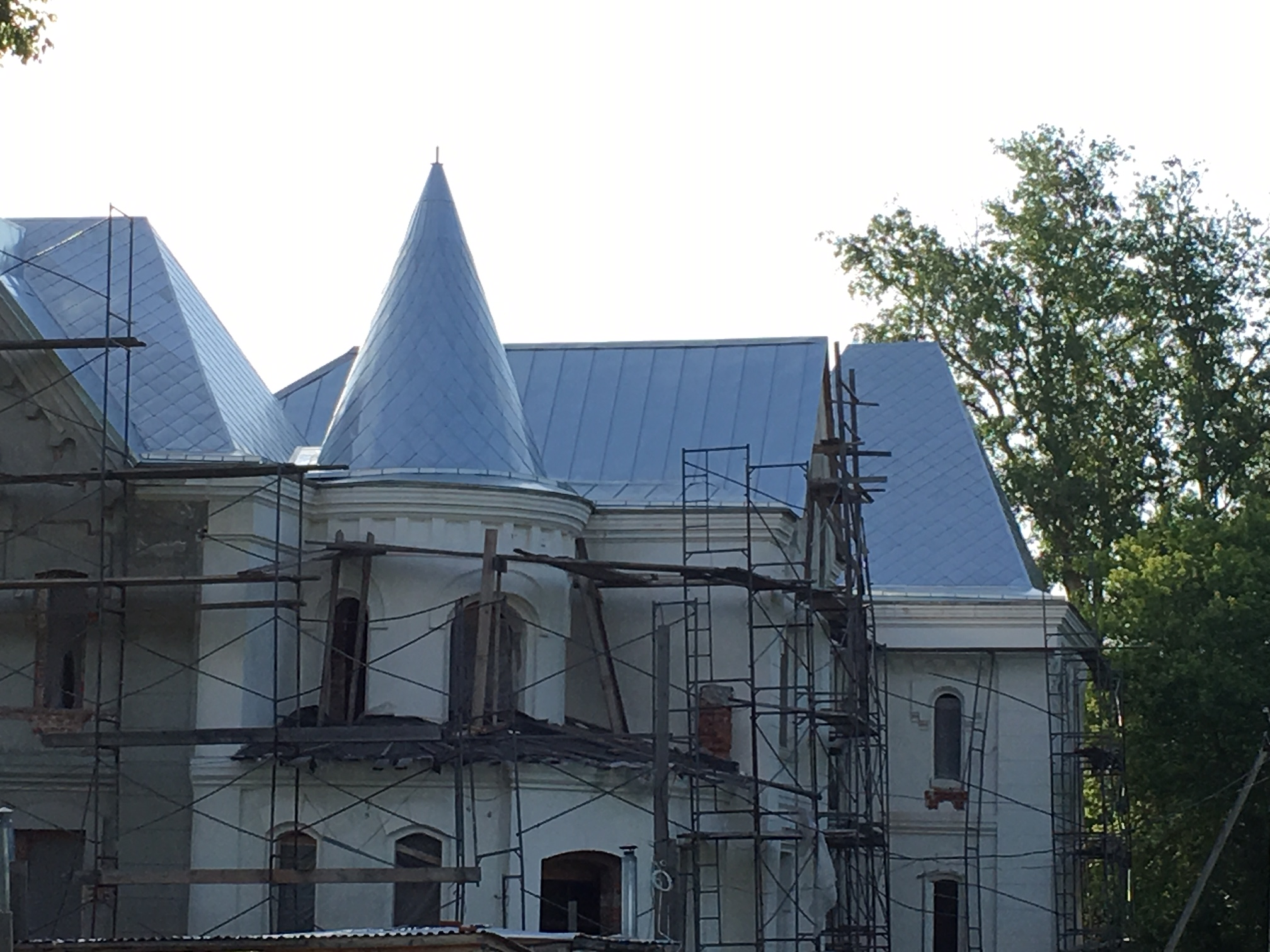

#### Парк усадьбы

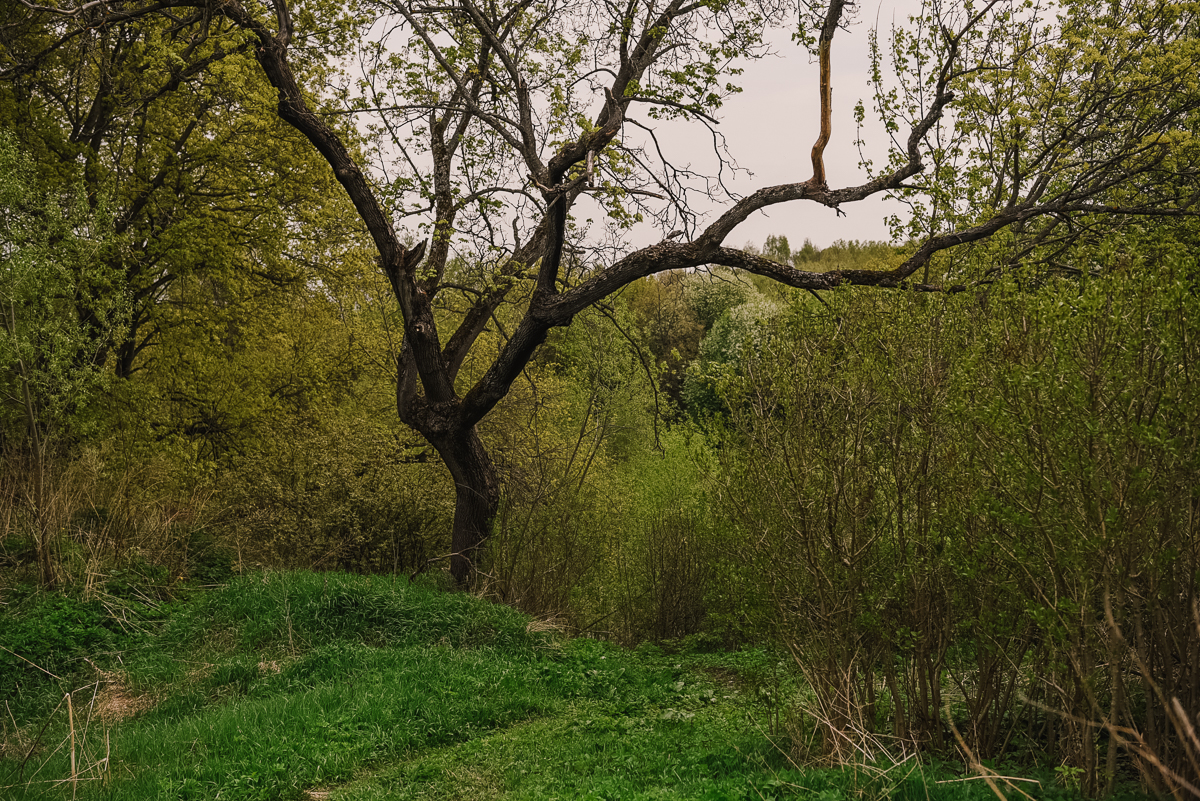
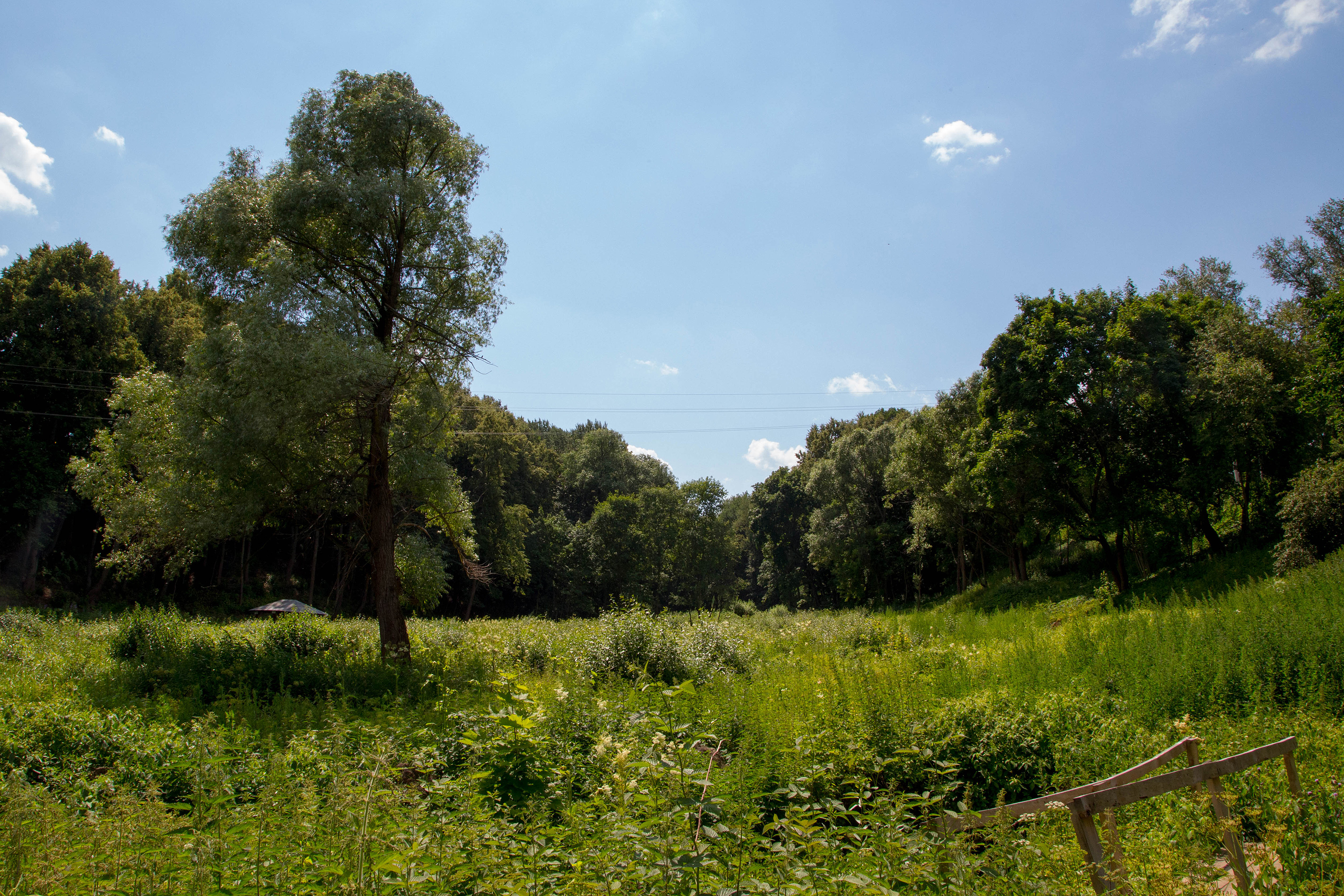
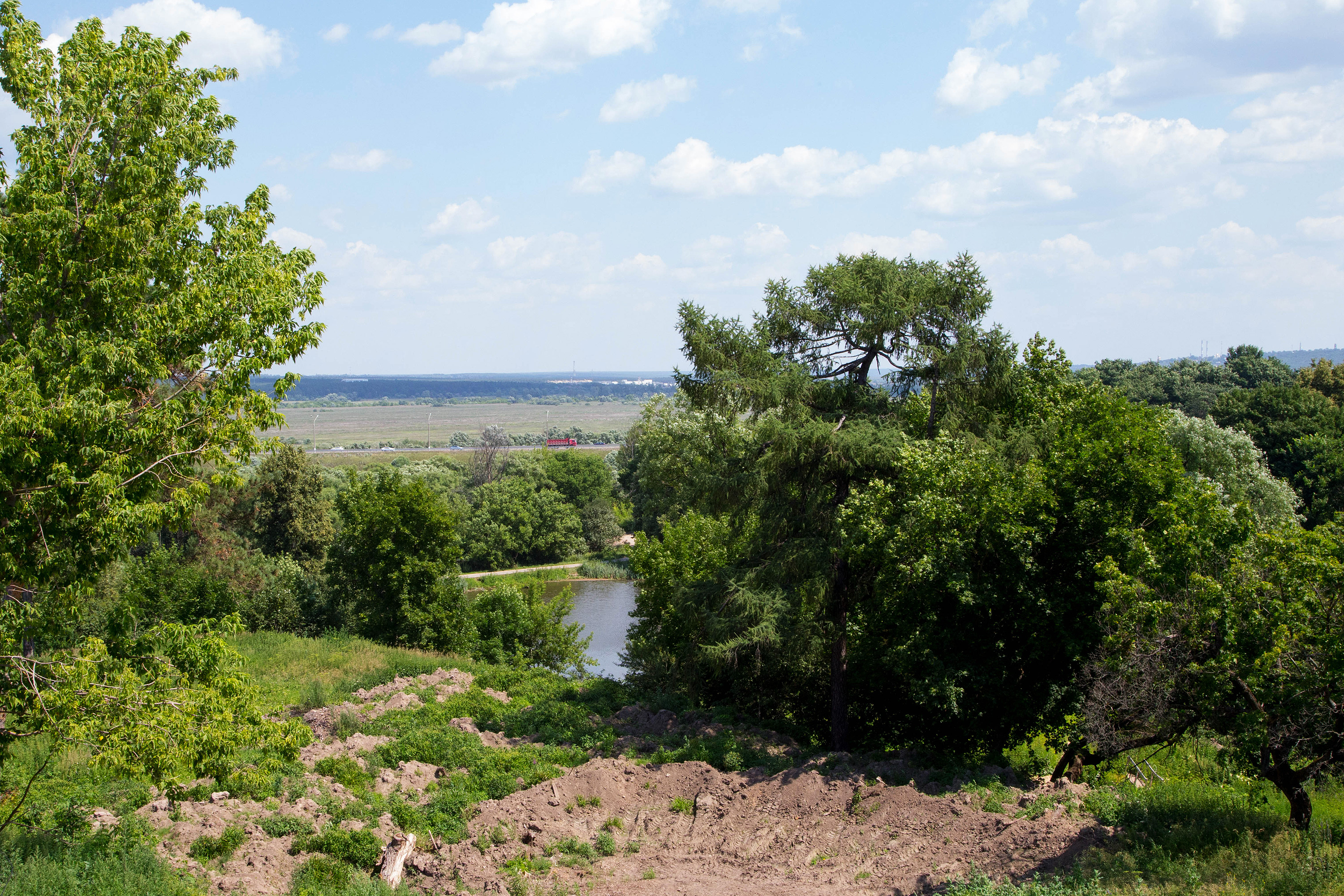